# Martyn Iwanowitsch Lazis

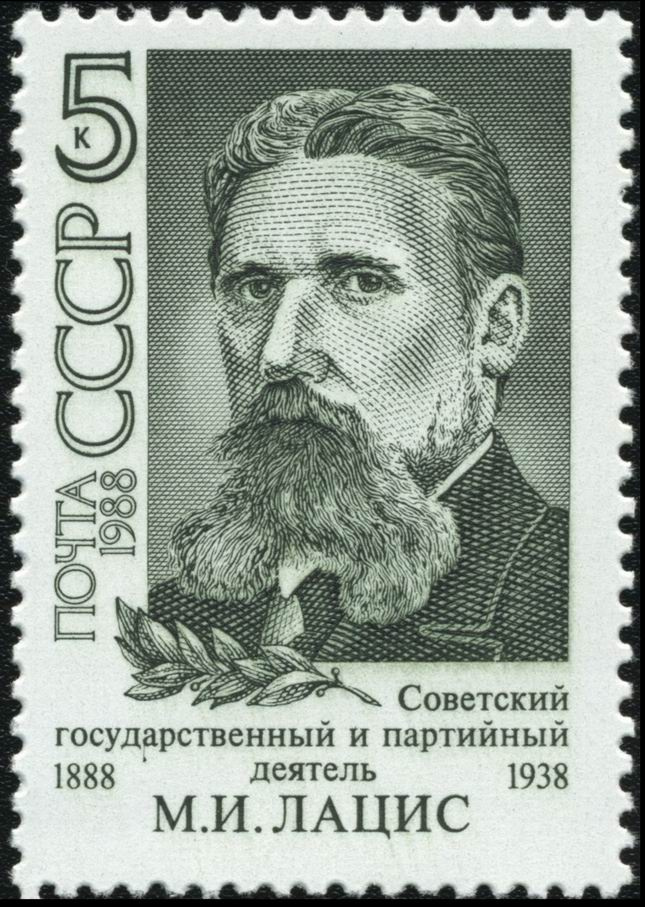
Martyn Lazis auf einer Briefmarke

Martyn Iwanowitsch Lazis (lettisch Mārtiņš Lācis, russisch Мартын Иванович Лацис) (* 16. Dezember 1888 in Vecpiebalga, Russisches Kaiserreich, heute Lettland; † 20. März 1938) war ein kommunistischer Revolutionär, sowjetischer Politiker und hoher Offizier der Tscheka.
Der als Jānis Sudrabs geborene Sohn eines Landarbeiters besuchte die örtliche Gemeindeschule. Während sein Bruder eine Ausbildung machte, trat Jānis 1905 der Lettischen Sozialdemokratischen Partei bei und beteiligte sich an der Revolution von 1905. Danach arbeitete er an verschiedenen Schulen in Krimulda, Straupe und Vecsalaca. Daneben war er als Propagandist im Untergrund für die Sozialdemokratie tätig. Wegen Verfolgung durch die Polizei erhielt er 1910 von der Partei einen Pass als Mārtiņš Lācis. Aus demselben Grund arbeitete er von 1911 bis 1913 als Vermessungsgehilfe im Nordkaukasus.
1912 weilte er in Moskau. Im August 1915 wurde er in das Gouvernement Irkutsk verbannt, aus dem er im folgenden Jahr flüchtete.
1917 war er in Wyborg Organisator der Roten Garde und Mitglied des Petrograder Revolutionären Militärkomitees. Im November wurde er Vorstandsmitglied des NKWD. Ab Mai 1918 gehörte er der Tscheka an und bekämpfte als Vorreiter des Roten Terrors in brutaler Weise die Konterrevolution. Er leitete die Tscheka im russischen Bürgerkrieg an dessen Ostfront und 1919 in der Ukraine. Hier wurde er als Massenmörder von Kiew bekannt. Zu dieser Zeit galten die beiden Letten Lācis und Jēkabs Peterss als linke und rechte Hand Dzierżyńskis.
Nach dem Bürgerkrieg war Lācis Leiter verschiedener Kolchosen und Betriebe. Daneben betätigte er sich als Literat und veröffentlichte eine Autobiografie sowie Theaterstücke und Gedichte. 
Am 29. November 1937 wurde Lācis im Zuge der lettischen Operation des NKWD unter dem Vorwurf der Zugehörigkeit zu einer konterrevolutionären nationalistischen Organisation verhaftet und knapp vier Monate später erschossen.

## Publikationen (Auswahl)
- Zwei Jahre Kampf an der inneren Front (russisch Два года борьбы на внутреннем фронте). 1920
- Die Außerordentliche Kommission zur Bekämpfung der Konterrevolution (russisch Чрезвычайные комиссии по борьбе с контрреволюцией). 1921